# Йоргіос Галіциос
Йоргіос Галіциос (грец. Γιώργος Γκαλίτσιος, нар. 6 липня 1986, Лариса) — грецький футболіст, захисник клубу  «Мускрон-Перювельз».
Виступав, зокрема, за клуби «Лариса» та «Олімпіакос».
Дворазовий володар Кубка Греції. Чемпіон Греції.

## Ігрова кар'єра
У дорослому футболі дебютував 2004 року виступами за команду клубу «Лариса», в якій провів чотири сезони, взявши участь у 81 матчі чемпіонату.  Більшість часу, проведеного у складі «Лариси», був основним гравцем захисту команди.
Своєю грою за цю команду привернув увагу представників тренерського штабу клубу «Олімпіакос», до складу якого приєднався 2008 року. Відіграв за клуб з Пірея наступні три сезони своєї ігрової кар'єри.
Протягом 2011 року захищав кольори команди клубу «Паніоніос», де грав на правах оренди.
До складу клубу «Локерен» приєднався 2011 року. Протягом наступних 6 сезонів відіграв за команду з Локерена понад 150 матчів в національному чемпіонаті. Залишив команду після завершення контракту влітку 2017 року.
Протягом півроку залишався без клубу, доки 29 січня 2018 року не уклав на правах вільного агента контракт з клубом «Мускрон-Перювельз».

## Титули і досягнення
- Чемпіон Греції (1):

«Олімпіакос»:  2009-10
- Володар Кубка Греції (2):

«Лариса»: 2006-07
«Олімпіакос»: 2008-09
- Володар Кубка Бельгії (2):

«Локерен»: 2011-12, 2013-14